# Torquato Tasso (Goethe)
Torquato Tasso (1790) je veršovaná divadelní hra o pěti jednáních německého německého básníka a dramatika Johanna Wolfganga Goetha, ve které autor na základě epizody ze života italského renesančního básníka zobrazuje konflikt subjektivity umělce s vnějším světem.

## Vznik a charakteristika hry

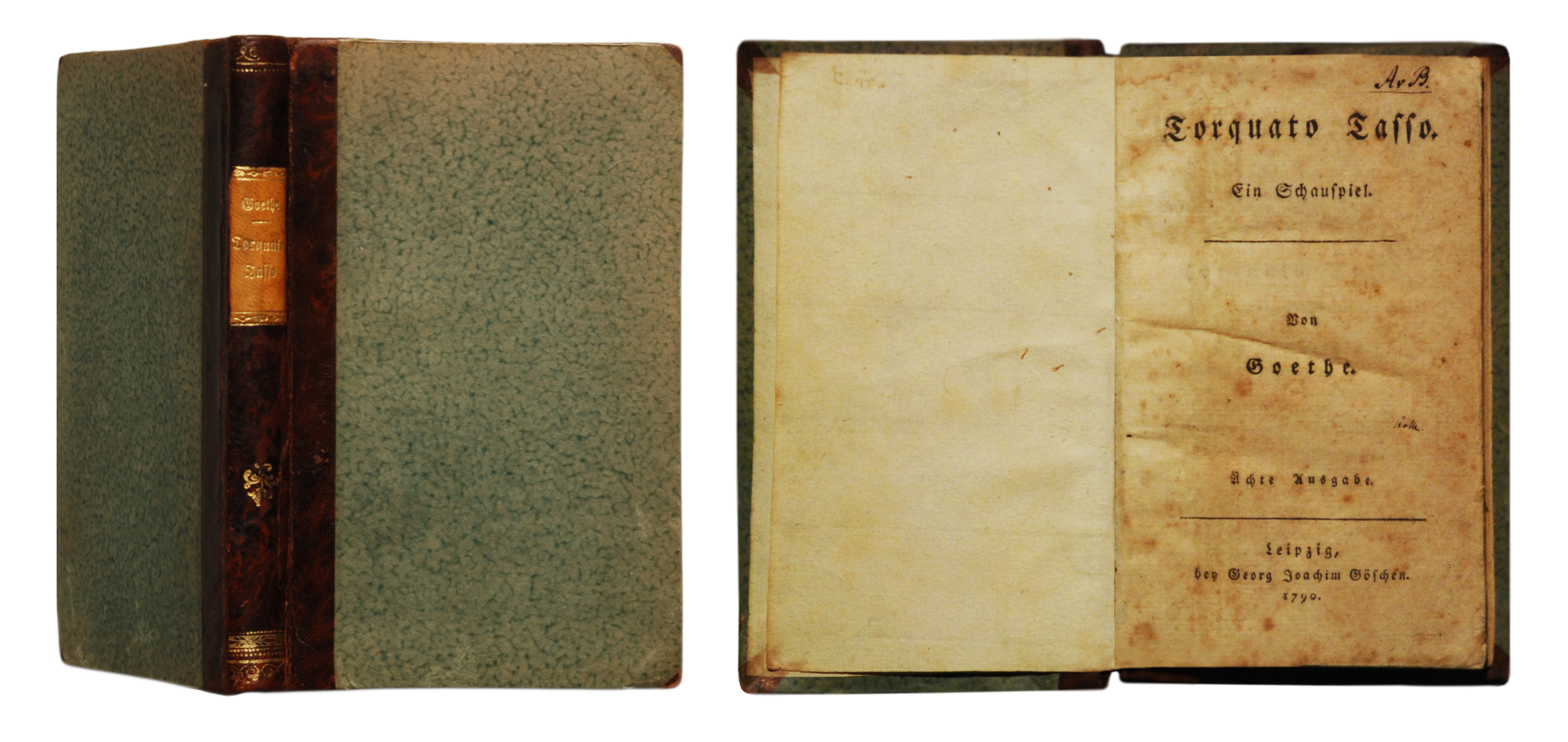
První vydání hry z roku 1790

První verze hry, vzniklá v letech 1780–1781, se nedochovala. Podle dobových zpráv byla napsána prózou a podstatně se lišila od verze finální, napsané v blankversu, na které Goethe začal pracovat během svého pobytu v Itálii. Hru dokončil roku 1789 ve Výmaru a vydal tiskem následující rok. Premiéry na divadle se hra dočkala až roku 1807 ve Výmaru.
Již od svého prvního uvedení nebyla hra zcela dobře chápána. Byla chválena dokonalost její formy, založené na přísném dodržení klasicistní zásady tří jednot (děje, času a místa), ale například Schiller nebo Schlegel v ní postrádali výstavbu tragédie. Přitom Goethe hru za tragédii neoznačil, nýbrž za činohru, čímž nechal otevřenou možnost smírného zakončení hry, které může být buď projevem Tassova vnitřního zhroucení nebo příslibem lepší budoucnosti založené na duševní očistě.
Hra je mnohem více obrazem výmarského knížectví než historickým zpodobněním renesančního šlechtického dvora. Jako Tasso i Goethe byl dvorským básníkem a zároveň byl nucen být i dvořanem a i on trpěl touto dvojakostí. Ve hře tak Goethe nastolil obecné téma umělce a jeho vztahu k světu projevující se v rozporu mezi básníkovou subjektivitou a vnější skutečností. Touha umělce po absolutní vnitřní svobodě naráží na nutnost podřizovat se politickým autoritám a dvorským konvencím. Zároveň Goethe také poukázal na zhoubnost vypjatého subjektivismu. Ve dvou protikladných charakterech (impulzivní básník a rozvážně jednající státník) vyhrotil dva neslučitelné, ale doplňující se postoje ke světu.

## Obsah hry

### Postavy
- Alfons II., ferrarský vévoda
- Leonora d'Este, vévodova sestra
- Leonora Sanvitale, hraběnka ze Scandiana, společnice Leonory d'Este
- Torquato Tasso, básník
- Antonio Montecatino, vévodův tajemník

### Děj

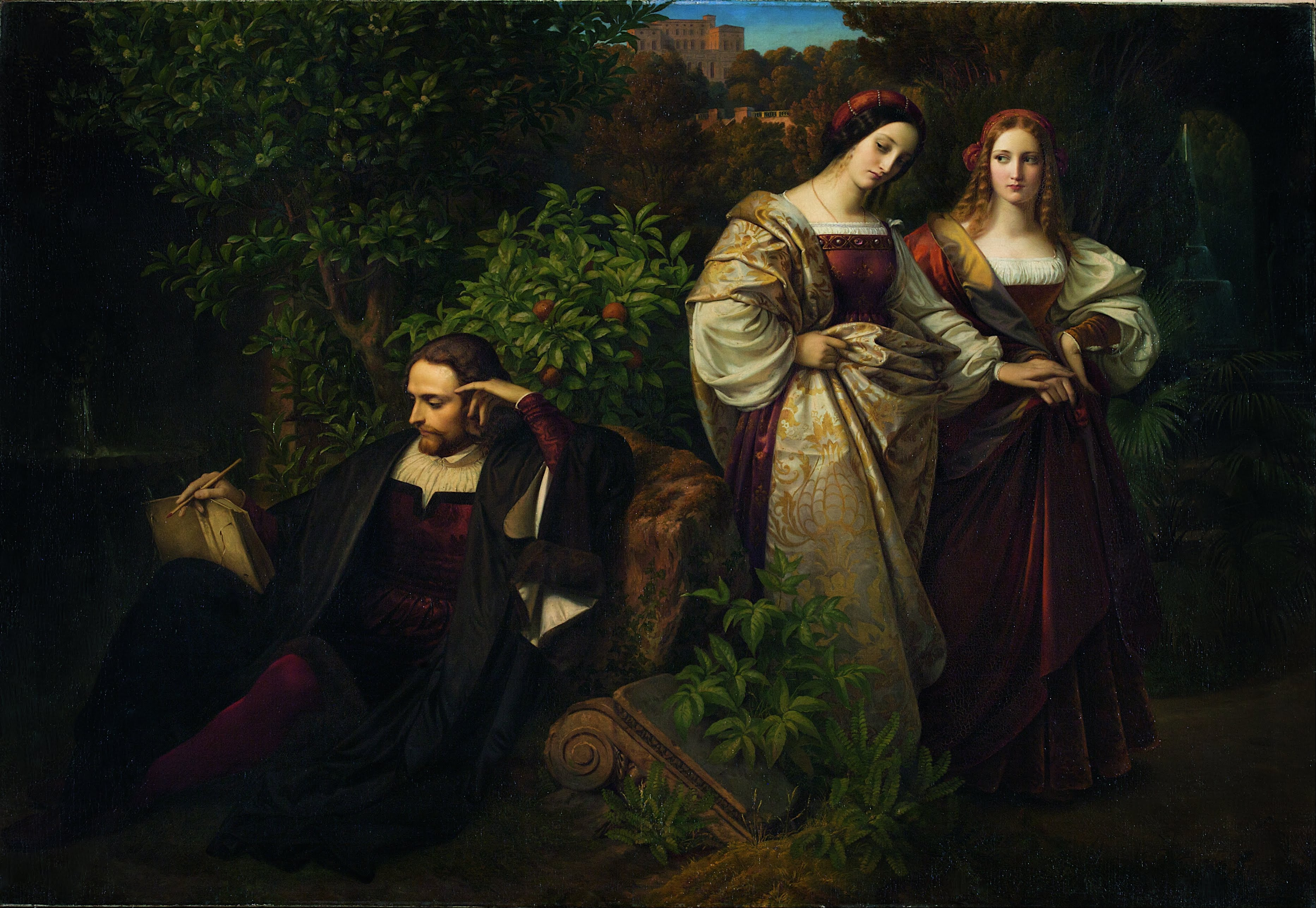
Torquato Tasso a dvě Leonory, obraz Karla Ferdinanda Sohnaz roku 1839

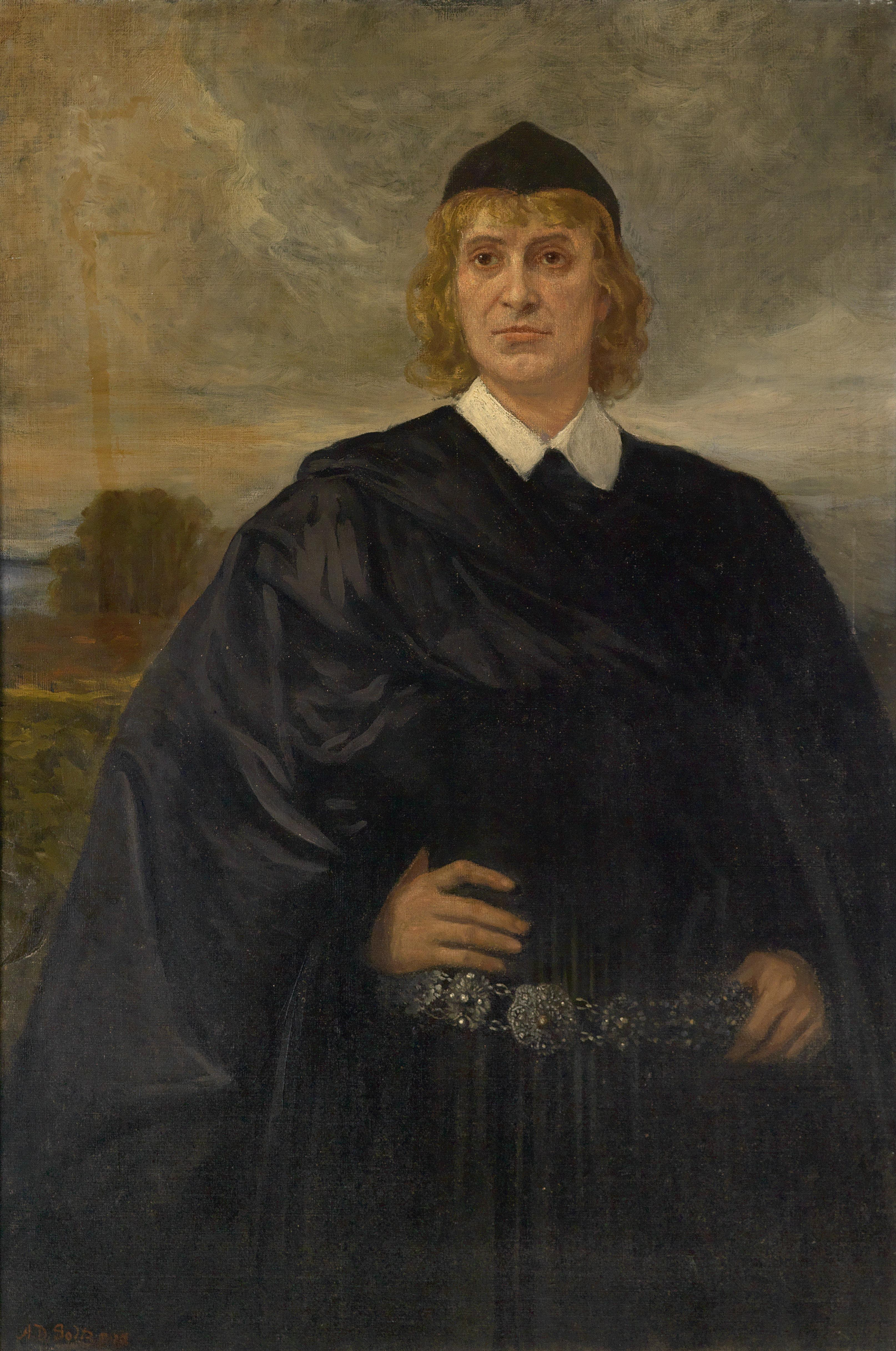
Německý herec Josef Kainz jako Torquato Tasso, obraz Alexandra Demetria Goltze z roku 1910

Hra se odehrává na zámku v Belriguardu, letním sídle ferrarského vévody Alfonsa II. Na začátku hry dvorní básník Torquato Tasso odevzdává svému mecenáši dokončený epos Osvobozený Jeruzalém, za který je vévodovou sestrou, princeznou Leonorou, korunován vavřínovým věncem. Tasso je vykreslen jako sebestředný umělec, řídící se heslem „Je dovoleno vše, co se ti líbí!", na což mu Leonora odpoví „Je dovoleno všechno co se sluší", což není výraz aristokratické etikety, nýbrž obecné etiky vycházející z nutnosti sebeomezení. Princezna považuje Tassovu sebestřednost za příčinu jeho vnitřní osamělosti a radí mu, aby se spřátelil s vévodovým tajemníkem Antoniem Montecatinem, mužem moudrého a zralého úsudku.
Tasso se Antoniova přátelství domáhá s takovou citovou vášnivostí, že jej Antoniova střízlivá a ne příliš vstřícná odpověď pokoří. V chorobné citovosti spor tak vyhrotí, že nakonec tasí meč. V tom okamžiku se objeví vévoda a Tassův přečin trestá domácím vězením. Tasso svou izolaci považuje za úklady svých nepřátel, mezi něž řadí i princeznu, kterou hluboce miluje. Ta zatím se svou společností, hraběnkou Leonorou Sanvitale, Antonia usmíří.
Všichni se pak snaží Tassovi pomoci. Dojdou k názoru, že k rozptýlení jeho chmurných myšlenek poslouží jeho dočasný pobyt ve Florencii, Tasso však chce do Říma do společnosti svých přátel. Vévoda souhlasí, ale odmítne mu vydat rukopis eposu k přepracování, protože se obává, že by pod vlivem jiných umělců došlo k narušení originálnosti díla. To upevní Tassovo přesvědčení, že vévoda podléhá Antoniovým intrikám.
Tassa navštíví princezna a varuje jej, před ním samým, před nebezpečím, které pro něho znamená jeho povaha. Tasso stržen jejím porozuměním nezvládne své city, padne jí do náruče a pevně ji obejme. Leonora, otřesená Tassovým činem, zděšeně prchá. Vévoda je přesvědčen, že Tasso zešílel a odjíždí se sestrou i hraběnkou bez rozloučení. Tasso si zoufá a je trýzněn výčitkami. Rozervaný a s pocitem zavržení se přimyká k Antoniovi, jehož síla a klid jsou nyní jeho jedinou oporou.

## Televizní inscenace
- Torquato Tasso (1964), západoněmecký televizní film, režie Rudolf Raepple a Josef Gielen, v titulní roli Oskar Werner.
- Torquato Tasso (1969), západoněmecký televizní film, režie Imo Moszkowicz, v titulní roli Michael Degen.
- Torquato Tasso (1982), západoněmecký televizní film, režie Claus Peymann, v titulní roli Branko Samarovski.
- Torquato Tasso (1984), maďarský televizní film, režie Judit Felvidéki a Miklós Gábor, v titulní roli Tamás Jordán.
- Torquato Tasso (1985), východoněmecký televizní film, režie Friedo Solter, v titulní roli Christian Grashof.
- Torquato Tasso (1985), západoněmecký televizní film, režie Dieter Dorn, v titulní roli Manfred Zapatka.[6]

## Česká vydání a divadelní provedení
- Torquato Tasso, Praha: Jan Otto 1911, přeložil Alois Tvrdek.
- Torquato Tasso, in Dramata, Praha: František Borový 1931, přeložil Erik Adolf Saudek.
- Torquato Tasso, inscenace Národního divadla v Praze, premiéra 4. března 1942, přeložil Bohumil Mathesius, režie Karel Dostal, v titulní roli Eduard Kohout.[7]
- Torquato Tasso, Praha: Českomoravský Kompas 1942, přeložil Bohumil Mathesius.
- Dvě veršovaná dramata (Ifigenie na Tauridě - Torquato Tasso), Praha: Melantrich 1944, přeložil Bohumil Mathesius.
- Torquato Tasso, inscenace Komorního divadla V Praze, premiéra 10. října 1958, režie Karel Dostal, v titulní roli Václav Voska.[8]
- Torquato Tasso. rozhlasová inscenace, Český rozhlas 1999, přeložil Vladimír Tomeš, v titulní roli Jan Šťastný.[9]